# Kurland guvernement
Kurland guvernement var et af de tre baltiske guvernementer, der indgik i det Russiske Kejserrige, og hvis territorie i dag er en del af Letland.
Guvernementet blev skabt i 1795 af territoriet der tidligere var Hertugdømmet Kurland og Semgallen, og blev indkoopereret i Det Russiske Kejserrige som Kurland guvernement med hovedstaden Mitau, efter delingen af Den polsk-litauiske realunion. Indtil slutningen af det 19. århundrede var guvernementet ikke styret af Rusland, men blev administreret uafhængigt af den lokale tyskbaltiske adel gennem en landdag (tysk: Landtag). Landagen ophørte med at eksistere i løbet af 1. verdenskrig efter Det Tyske Kejserrige overtog kontrollen med regionen i 1915. Med Brest-Litovsk-freden den 3. marts 1918, accepterede det bolsjevistiske Rusland tabet af Kurland guvernement

## Geografi
Kurland var den sydligste af de russiske østersøprovinser og bestod af det egentlige Kurland (hertugdømmet Kurland), den vestlige del af Kurland, hertugdømmet Semgallen, den østligste del omfattende kredsene Mitau og Selburg,
biskopsstiftet Pilten (i kredsen Goldingen) og området Polangen (sydvestligste del ved Østersøen)
samt grænser mod nord til Livland og Rigabugten, mod øst til guvernement Vitebsk, mod syd til guvernement Vilna, guvernement Kovno og Østpreussen og mod vest til Østersøen.

## Befolkning
Kurlands befolkning, som i 1897 blev opgjort till 672.534 indbyggere, bestod overvejende (74%) af letter, som overvejende var bønder, mens adelen og en stor del af bybefolkningen efter afstamning var tyskere, kun 1,7% var russere og 1% polakker og
litauere.
I henseende til trosbekendelse var (1897) 76% protestanter, 16% russisk-ortodokse og romerske katolikker, 8% jøder. Den Lutherske kirke havde et provinskonsistorium i Mitau.

## Forvaltning
I militær henseende tilhørte Kurland militærdistriktet Vilna. Guvernementet var inddelt i ti kredse: Goldingen, Hasenpoth, Mitau, Tuckum, Bauske, Friedrichsstadt, Grobin, Illuxt, Talsen og Windau.
Kurland havde ilighed med de andre østersøprovinser deres egen juridiske organisation, egne landdage og kredsstænder.

## Næringsliv
Jordbruget var sammen med husdyrhold hovednæringsvej og blev drevet på en mere rationel måde end i de tilgrænsende guvernementer. Rug, havre, hvede, byg, foderplanter, hør og hamp var de mest dyrkede afgrøder.
Industri var med undtagelse af brændevinsbrænding ikke nævneværdigt stor, ej heller handelen. Udførslen bestod mest af brændevin, korn, hør, huder og trævarer, indførslen af manufaktur- og kolonialvarer.
Jernbanelinjen Sankt Petersborg-Warszawa gennemskar det sydøstlige hjørne af Kurland. Andre jernbaner gik fra Riga til Windau og fra Riga over Mitau gennem det sydlige Kurland til Libau.

## Historie
Den kurlandske landdag, som forfatningsmæssigt kun bestod af adelige, besluttede at lade Hertugdømmet Kurland underlægge Ruslands overordnede styre og formåede den 28. marts 1795 hertugen at mod en pension for sig og sine døtre afsige sig regeringen. Kurland blev derved formelt en russisk provins.
Kejserinden, Katharina II, lovede til gengæld, at stænderne skulle beholde det tyske sprog og sin gamle forfatning. Denne forfatning forblev overvejende i kraft helt frem til begyndelsen af 1900-tallet, omend regeringens
russificeringspolitiske tiltag kunne mærkes i Kurland i flere henseender. Bondestandens stilling blev forbedret ved
livegenskabets ophævelse i 1817. Den russiske lovbog (Svod zakonov) blev indført i 1835.
En kejserlig ukas påbød i 1850 det russiske sprogs anvendelse (i stedet for det tyske) i alle officielle skrivelser, men gennemførtes strengt først fra 1867. Under den revolutionære tilstand i Rusland efter krigen med Japan i 1905 herskede oprørsstemning også i Kurland, og en gruppe letter og litauere afsatte i december 1905 myndighederne i Windau og virkede for oprettelse af en lettisk republik, men oprørsbevægelsen blev kvalt og degs ophavsmænd ble i oktober 1906 dømt til fængselsstraf eller tvangsarbejde.
Efter den russiske revolution i 1917 blev guvernementet opløst og området indlemmet i den selvstændige republik Letland.